# Flor española
La flor española (denominación numismática: «canto liso estriado») es un tipo de borde utilizado en algunas monedas. La flor española consiste en un borde liso con siete muescas iguales uniformemente distribuidas alrededor del canto de la moneda.

## Origen
| Monedas de 50 pesetas con forma de flor española | Monedas de 50 pesetas con forma de flor española |
| ------------------------------------------------ | ------------------------------------------------ |
|                                                  |                                                  |

Las monedas de 50 pesetas acuñadas entre 1990 y 2000 fueron las primeras monedas en el mundo que mostraron esa forma de flor española.[cita requerida]

## Monedas circulantes con el canto de flor española
- Moneda de 20 céntimos de euro
- Moneda de 20 céntimos de dólar de Nueva Zelanda
- Moneda de 10 qəpic (décima parte de un manat azerí) de Azerbaiyán
- Moneda de 50 sen de Malasia[3]
- Moneda de 2 dólares de Fiyi
- Nueva moneda de 2 rupias de Sri Lanka
- Nueva moneda de 200 tenge de Kazajistán